# Luisella Guidetti
Luisella Guidetti (Torino, 1949) è una cantante e attrice italiana.

## Biografia
Inizia ad esibirsi nel 1965 nei locali della sua città, proponendo un repertorio di canzoni popolari e folk; nel marzo 1969 inizia la collaborazione con Mario Piovano che, insieme con Piero Novelli, le scrive alcune "canzoni della mala" in piemontese (sul modello di quelle in milanese scritte da Giorgio Strehler per Ornella Vanoni).
Nell'estate dello stesso anno viene scoperta dal regista Maurizio Corgnati, che diventa suo produttore e le procura un contratto con la Numero Uno, l'etichetta fondata da Mogol e Lucio Battisti, per cui pubblica ad ottobre il suo album di debutto (nonché il primo della nuova casa discografica), ...e poi domani ancora, con le canzoni scritte da Piovano e Novelli.
Negli anni successivi, pur non abbandonando la carriera di cantante, intraprende anche quella di attrice teatrale, e nel 1974 recita nello spettacolo Il trasloco, con Vittorio Gassman e Gipo Farassino.
L'anno successivo incide un album per la Fonit Cetra con i cantanti folk Paulin e Beppe 'd Moncalé ed il comico Mario Ferrero, che racchiude le canzoni dello spettacolo A nostra ca', realizzato nello stesso anno dai tre.
Con la nascita delle prime televisioni private, la Guidetti inizia a lavorare in vari spettacoli televisivi, e con il conduttore ed autore televisivo locale, Sergio Zanetti, all'inizio degli anni '80 realizza "Na volta a la sman-a", la prima situation comedy in piemontese, ed il programma 'na seira con noi, insieme al poeta Mario Castagneri, in onda su TeleStudio Torino; i due propongono poi su Videogruppo I canton dla nostra gent.
Nel decennio successivo rallenta l'attività.

## Discografia parziale

### 33 giri
- 1969 - ...e poi domani ancora (Numero Uno, ZSKN 55002)
- 1975 - A nostra ca' (Fonit Cetra, LPP 295; con Mario Ferrero, Beppe 'd Moncalé, Vanna Ravinale e Paulin)
- 1978 - ...Stame tacà (Bermuda, LBR 1001)

### 45 giri
- 1967 - Quando l'alba verrà/Tutto mi parla di te (Excelsius, EXS 0422)
- 1977 - Juve mia/IL valzer di Luisella (Bermuda, NP 70042)